# Cecilia Ramírez
Cecilia Sayuri Ramírez Álavez (2000) es una deportista mexicana que compite en triatlón. Ganó dos medallas de bronce en el Campeonato Panamericano de Triatlón, en los años 2021 y 2022.

## Palmarés internacional
| Campeonato Panamericano | Campeonato Panamericano     | Campeonato Panamericano | Campeonato Panamericano |
| Año                     | Lugar                       | Medalla                 | Prueba                  |
| ----------------------- | --------------------------- | ----------------------- | ----------------------- |
| 2021                    | St. George (Estados Unidos) | Medalla de bronce       | Individual              |
| 2022                    | Montevideo (Uruguay)        | Medalla de bronce       | Relevo mixto            |